# Rosa Maria Badia Sala
Rosa Maria Badia Sala (Mataró, 1966)  és una científica informàtica catalana especialitzada en computació paral·lela, supercomputació, processadors superescalars i processadors multinucli.  És responsable del grup de fluxos de treball i informàtica distribuïda al Barcelona Supercomputing Center. 

## Trajectòria
Badia es va llicenciar en informàtica per la Universitat Politècnica de Catalunya (UPC) l'any 1989, i va continuar a la UPC per fer el doctorat, que va completar el 1994,  sota la direcció de Jordi Cortadella.  Va treballar a la UPC com a professora al departament d'arquitectura de computadors del 1989 al 2008, essent professora titular d'universitat des del 1997, i posteriorment com a professora associada a temps parcial des del 2011 fins a l'actualitat. 
Els primers treballs de Badia es refereixen a l'automatització del disseny electrònic.  El 1999 es va convertir en investigadora al Centre Europeu de Paral·lelisme de Barcelona (CEPBA)  i els seus interessos es van dirigir a la informàtica paral·lela.  El 2005 va esdevenir responsable del grup de fluxos de treball i informàtica distribuïda del Barcelona Supercomputing Center. 
Va esdevenir investigadora del Consell Superior d'Investigacions Científiques el 2008, actualment en excedència. El 2023 fou nomenada membre de l'Institut d'Estudis Catalans.

## Premis i reconeixements
Badia va ser la guanyadora 2019 de l'Euro-Par Achievement Award, un premi anual de la Conferència Europea sobre Processament Paral·lel que es concedeix a investigadors amb contribucions destacades al tema.  També l'any 2019, la Generalitat de Catalunya li va lliurar el seu premi DonaTIC en la categoria acadèmica/investigadora.  El 2021 va guanyar el premi HPDC Achievement Award al Simposi ACM sobre Informàtica Paral·lela i Distribuïda d'Alt Rendiment (HPDC '21), "per les seves innovacions en models de programació basats en tasques paral·leles, aplicacions i sistemes de flux de treball i lideratge en la informàtica d'alt rendiment. comunitat investigadora". 